# Gran Oriente Medio

En verde oscuro el Oriente Próximo tradicional, en verde intermedio el Oriente Medio concebido por el grupo G8 y en verde claro zonas relacionadas.

El Gran Oriente Medio es un término geopolítico que agruparía al Mundo Árabe, Afganistán, Irán, Israel, Pakistán y Turquía. Llegando a incluir, en algunos casos, a los países del Cáucaso, Asia Central, África del Norte e incluso Mauritania y Somalia.
La Administración de Bush concibe la zona como una región con amplias similitudes políticas (gobiernos autoritarios o democracias limitadas) y culturales (el islam) que precisaría de una activa intervención externa para impulsar la aplicación de medidas liberalizadoras. Desde dentro de la región, dicho enfoque es criticado por varios actores.
Asimismo, otras fuentes han denominado esta región mundial como Middle (East) Crescent (Oriente Medio (en Luna) Creciente o Creciente Medio (Oriente)), que incluye el norte de África, Oriente Medio, Pakistán y las repúblicas de Asia Central de la antigua Unión Soviética, ya que esta área se asemeja a una media luna creciente que se extiende por el medio de Europa, África y Asia.

## Historia del término
En un discurso de noviembre de 2003, el presidente George W. Bush se hacía eco de las posiciones del sector neocon de su partido y, en una crítica de la realpolitik llevada hasta el momento, decretaba el fin de sesenta años de excusas y tolerancia de las naciones occidentales respecto a la falta de libertad en Oriente Medio y anunciaba una activa política de libertad en la región.
La administración plasmó las declaraciones de su presidente en un ambicioso documento llamado Greater Middle East Initiative (GMEI) que buscaría coordinar las políticas exteriores de EE. UU. y el resto de países del G-8 hacia dicha región. 
A la falta de liberalización política y económica se le achacaba en el documento la creación de una capa de individuos económica y políticamente desposeídos" que serían el caldo de cultivo "del terrorismo, el crimen internacional y la migración ilegal que amenazaría la seguridad de la región y de las propias naciones del G-8. Además del tradicional recurso a la ayuda exterior como forma de premiar a los gobiernos que siguen sus directrices, una de las innovaciones de la GMEI sería el enfoque de llevar la democracia a la región mediante la financiación de actores no estatales como ONG. 
La existencia del documento fue revelada en febrero de 2004 por el diario londinense Al-Hayat. Al conocerlo, los gobiernos árabes protestaron airadamente por lo que consideraron una injerencia en su soberanía. Por esto, el documento que finalmente aprobaría el G-8 ese año, el Broader Middle East and North Africa Initiative (BMENAI) sería mucho más modesto que su antecesor y se cuida de establecer una medida fija y exterior de democratización en la zona. 
La propuesta también contó con el rechazo de movimientos opositores árabes, como los Hermanos Musulmanes o Kifaya. Los críticos de esta medida han visto en ella un intento de legitimar, mediante un pretexto democratizador, la invasión de Irak una vez que el argumento inicial, la existencia de armas de destrucción masiva, había quedado deslegitimado.